# Bombali
Bombali ist ein Distrikt Sierra Leones mit etwa 302.000 Einwohnern (Stand 2021). Er liegt in der Provinz Northern im Norden des Landes, an der Grenze zu Guinea. Seine Hauptstadt ist Makeni, weitere Städte sind Kamakwie und Masingbi. Bombali umfasst eine Fläche von 7.985 km² und ist in 13 Chiefdoms (Häuptlingstümer) unterteilt.
Die Bewohner des Bombali-Distrikts gehören hauptsächlich den Ethnien der Temne und Limba an und sind mehrheitlich Muslime. Die Wirtschaft besteht in Bergbau in kleinem Maßstab, dem Anbau von Grundnahrungsmitteln und Kleinviehzucht.
Die Alphabetisierungsrate lag 2004 für die Stadt Makeni bei 59 % (71 % für Männer, 48 % für Frauen) und für den übrigen Distrikt bei 29 % (Männer 40 %, Frauen 18 %) und damit unter dem Landesdurchschnitt. 64,6 % der Kinder in Makeni und 48,2 % im übrigen Distrikt besuchten eine Schule. 2006 verfügte der Distrikt über 92 Gesundheitseinrichtungen, darunter ein staatliches Krankenhaus, ein Militärkrankenhaus, drei Missionskrankenhäuser, ein Gemeindekrankenhaus und drei Privatkliniken. Somit gab es auf 4.439 Einwohner eine solche Einrichtung. 2005 waren 1 % der Bevölkerung HIV-positiv.
1963 wurden 198.776 Einwohner gezählt, 1974 waren es 233.626 und 1985 317.729. Während des Bürgerkrieges in Sierra Leone war Bombali eine Hochburg der Rebellen der Revolutionary United Front. Die höchsten Erhebungen in Bombali sind der Kataba und der Gbengbe mit jeweils 782 Meter über Meer.